# Syrianska/Arameiska Akademikerförbundet
Syrianska/Arameiska Akademikerförbundet, SAAF som grundades 2006 har som syfte att tillvarata syrianska/arameiska akademikers och gymnasiestudenters intressen inom studie- och näringsliv samt inom sociokulturella frågor. Förbundet är en rikstäckande organisation med 12 lokala föreningar runtom i Sveriges olika lärosäten samt en ungdomssektion med 2 700 medlemmar.
Förbundet vill verka för att syrianska/arameiska ungdomar ska sträva mot akademiska studier efter gymnasiet samt vara tillgängliga för en arbetsmarknad där syrianska/arameiska akademiker utgör en viktig resurs på sin arbetsplats. Förbundet arbetar också för att underlätta för syrianska/arameiska ungdomar att anpassa sig till universitetsmiljön. Dessutom verkar förbundet för en aktiv informationsspridning om syrianers/araméers historia samt situation i diasporan.

## Historia
1997 bildar Syrianska-Arameiska Ungdomsförbundet, Näringslivsutskottet.  1998 byter Näringslivsutskottet namn till Syrianska Student Nätverket, SSN. 1 oktober 2001 skapas den första Syrianska/Arameiska Akademikerföreningen vid Stockholms Universitet av studenter, till en början helt självständiga men blir sedan en del av Syrianska Student Nätverket.  1 maj 2006 övergick Syrianska Student Nätverket till ett självständigt förbund med namnet Syrianska/Arameiska Akademikerförbundet, SAAF. Alla lokala syrianska/arameiska akademikerföreningar underställdes härmed förbundet. 

## Förbundets fond
SAAF-fonden grundades 2008 med syfte att bidra till att förbättra möjligheterna för barn i Turkiet, Syrien, Libanon och Irak, till studier på såväl grundläggande som akademisk nivå. 
Detta görs bland annat genom att samla in ekonomiska medel och bidra med utbildningsmaterial, som till exempel datorer, böcker och skolbänkar.

## Samarbetsorganisationer
Förbundet erhåller ekonomiska medel från Myndigheten för ungdoms- och civilsamhällesfrågor.
Förbundet är medlemmar i Landsrådet för Sveriges Ungdomsorganisationer (LSU) och verkar inom det svenska föreningslivet.
Gällande den syrianska/arameiska identiteten, kulturen och historien samarbetar förbundet med Syrianska-Arameiska ungdomsförbundet, Syrisk Ortodoxa kyrkans ungdomsförbund,  Patriarkaliska ställföreträdarskapet för Syrisk Ortodoxa Kyrkan i Sverige, Syrianska riksförbundet, World Council of Arameans [Syriacs].